# Szubah
A szubah (urdu: صوبہ) a tartomány neve volt a Mogul Birodalom idején Dél-Ázsiában. A szubah kormányzóját szubahdárnak nevezték, amiből később a szubedár keletkezett, ami egy tisztséget jelentett az indiai hadseregben. A szubahot Akbár közigazgatási reformja idején vezették be 1572–1580-ban. Kezdetben 12 volt belőlük, de hódításainak köszönhetően uralkodásának végére 15-re gyarapodott a számuk. A szubahok szarkarokra, körzetekre oszlottak, majd ezek tovább osztódtak parganákra vagy mahalokra. Utódai, különösképpen Aurangzeb, még tovább bővítették a szubahok számát hódításaikkal. A korai 18. században, ahogy a birodalom bomlásnak indult, sok szubah gyakorlatilag önállósította magát, vagy a marathák, illetve britek foglalták el.

## Történelem
Eredetileg Akbár közigazgatási reformja alapján a birodalmat 12 szubahra osztották: Kabul, Lahor, Multán, Delhi, Agra, Aud, Alláhábád, Bihár, Bengál, Malva, Ádzsmír és Gudzsarát. A Dekkán elfoglalása nyomán még 3 szubahot alakítottak ki: Berár, Kandes (eredetileg a Dandes nevet kapta 1601-ben) és Ahmednagar (1636-ban átnevezték Daulatabadnak, majd Auragabadnak). Akbár uralkodásának végére így 15 szubahot számlált a birodalom, ami 17-re bővült Dzsahángír idején. 1607-ben Orisza, mint különálló szubah, kivált Bengálból. Sáh Dzsahán idején a szubahok száma 22-re emelkedett. Uralkodásának 8. évében Sáh Dzsahán leválasztotta a Telanganai szarkart Berárról és különálló szubahot szervezett belőle. 1657-ben egyesült Zafarabad Bidár szubahhal. Agrát 1629-ben Akbarabádnak nevezték el és Delhit pedig 1648-ban Sáhdzsahánabádnak. Kasmírt kimetszették Kabul tartományból, Tattát (Szindh) Multánból és Bidart Ahmednagarból. Egy ideig Kandahár különálló szubah volt a Mogul birodalomban, míg 1648-ban Perzsia bekebelezte. Aurangzeb ezekhez még hozzáadta Bídzsápurt (1686) és Golkondát (1687), mint új szubahokat. 21 szubah létezett uralkodása idején. Ezek a következők voltak: Kabul, Kasmír, Lahor, Multán, Delhi, Agra, Aud, Alláhábád, Bihár, Bengál, Orisza, Malva, Ádzsmír, Gudzsarát, Berár, Kandes, Aurangabád, Bidár, Tatta, Bídzsápur és Haidarábád (Golkonda). Bahádur sah idején 1710-ben Arkot mogul szubah lett.

## Mai használat
A kifejezést napjainkban leginkább Pakisztánban használják. Pakisztán tartományait szubahnak nevezik urdu nyelven annak ellenére, hogy Pakisztán tartományi felosztását Brit Indiától örökölte és azok nem követik a néhai mogul szubahok határait.

## A Mogul Birodalom szubahjainak listája

### Akbár eredeti tizenkét szubahja
A tizenkét szubah Akbár közigazgatási reformja következtében jött létre:
| #  | szubah                         | főváros                                                                                           |
| -- | ------------------------------ | ------------------------------------------------------------------------------------------------- |
| 1  | Kabul (Kasmír kivált 1586-ban) | Kabul                                                                                             |
| 2  | Lahor                          | Lahor                                                                                             |
| 3  | Multán                         | Multán                                                                                            |
| 4  | Ádzsmír                        | Ádzsmír                                                                                           |
| 5  | Gudzsarát                      | Ahmedábád                                                                                         |
| 6  | Delhi                          | Delhi                                                                                             |
| 7  | Agra                           | Agra                                                                                              |
| 8  | Malva                          | Uddzsaín                                                                                          |
| 9  | Aud                            | Ajodhja                                                                                           |
| 10 | Alláhábád                      | Alláhábád                                                                                         |
| 11 | Bihár                          | Patna                                                                                             |
| 12 | Bengáli szubah                 | Tanda (1574-95) Radzsmahal (1595-1610, 1639-59) Dakka (1610-1639, 1660-1703) Mursidabad (1703-57) |

### 1595 után kialakult szubahok
A szubahok, amelyek később keletkeztek (a megalakulás éveivel):
| #  | szubah                                                                   | főváros                                      | megalakulása                            | sah         |
| -- | ------------------------------------------------------------------------ | -------------------------------------------- | --------------------------------------- | ----------- |
| 13 | Berár                                                                    | Elihpur                                      | 1596                                    | Akbár       |
| 14 | Kandes                                                                   | Burhanpur                                    | 1601                                    | Akbár       |
| 15 | Ahmednagar (1636-ban átnevezték Daulatabádnak) (későbbi neve Aurangábád) | Ahmednagar (1601-1636) Daulatabad Aurangábád | 1601 (a hódítás 1635-ben fejeződött be) | Akbár       |
| 16 | Orisza                                                                   | Kattak                                       |                                         | Sáh Dzsahán |
| 17 | Kasmír                                                                   | Szrinagar                                    |                                         | Sáh Dzsahán |
| 18 | Tatta                                                                    | Tatta                                        |                                         | Sáh Dzsahán |
|    | Kandahár                                                                 | Kandahár                                     | 1638 (1648-ban elveszítették)           | Sáh Dzsahán |
|    | Telangana                                                                | Nanded                                       | 1636 (1657-ben beolvadt Bidárba)        | Sáh Dzsahán |
|    | Balh                                                                     | Balh                                         | 1646 (elveszett 1647-ben)               | Sáh Dzsahán |
|    | Badaksan                                                                 | Kundúz                                       | 1646 (elveszett 1647-ben)               | Sáh Dzsahán |
| 19 | Bidár                                                                    | Bidár                                        | 1656                                    | Sáh Dzsahán |
| 20 | Bídzsápur                                                                | Bídzsápur                                    | 1684                                    | Aurangzeb   |
| 21 | Haidarábád (Golkonda)                                                    | Haidarábád                                   | 1687                                    | Aurangzeb   |

## Fordítás
Ez a szócikk részben vagy egészben  a   Subah című angol Wikipédia-szócikk ezen változatának fordításán alapul.  Az eredeti cikk szerkesztőit annak laptörténete sorolja fel. Ez a jelzés csupán a megfogalmazás eredetét és a szerzői jogokat jelzi, nem szolgál a cikkben szereplő információk forrásmegjelöléseként.